# Lasioglossum longmani
Lasioglossum longmani är en biart som först beskrevs av Cockerell 1922.  Lasioglossum longmani ingår i släktet smalbin, och familjen vägbin. Inga underarter finns listade i Catalogue of Life.